# Шроузбери (Њу Џерзи)
Шроузбери (енгл. Shrewsbury) град је у америчкој савезној држави Њу Џерзи.

## Демографија
По попису из 2010. године број становника је 3.809, што је 219 (6,1%) становника више него 2000. године.
| Група             | 2000.         | 2010.         |
| Белци             | 3.419 (95,2%) | 3.573 (93,8%) |
| Афроамериканци    | 19 (0,5%)     | 25 (0,7%)     |
| Азијати           | 60 (1,7%)     | 81 (2,1%)     |
| Хиспаноамериканци | 69 (1,9%)     | 95 (2,5%)     |
| Укупно            | 3.590         | 3.809         |